# Flavius Cerialis

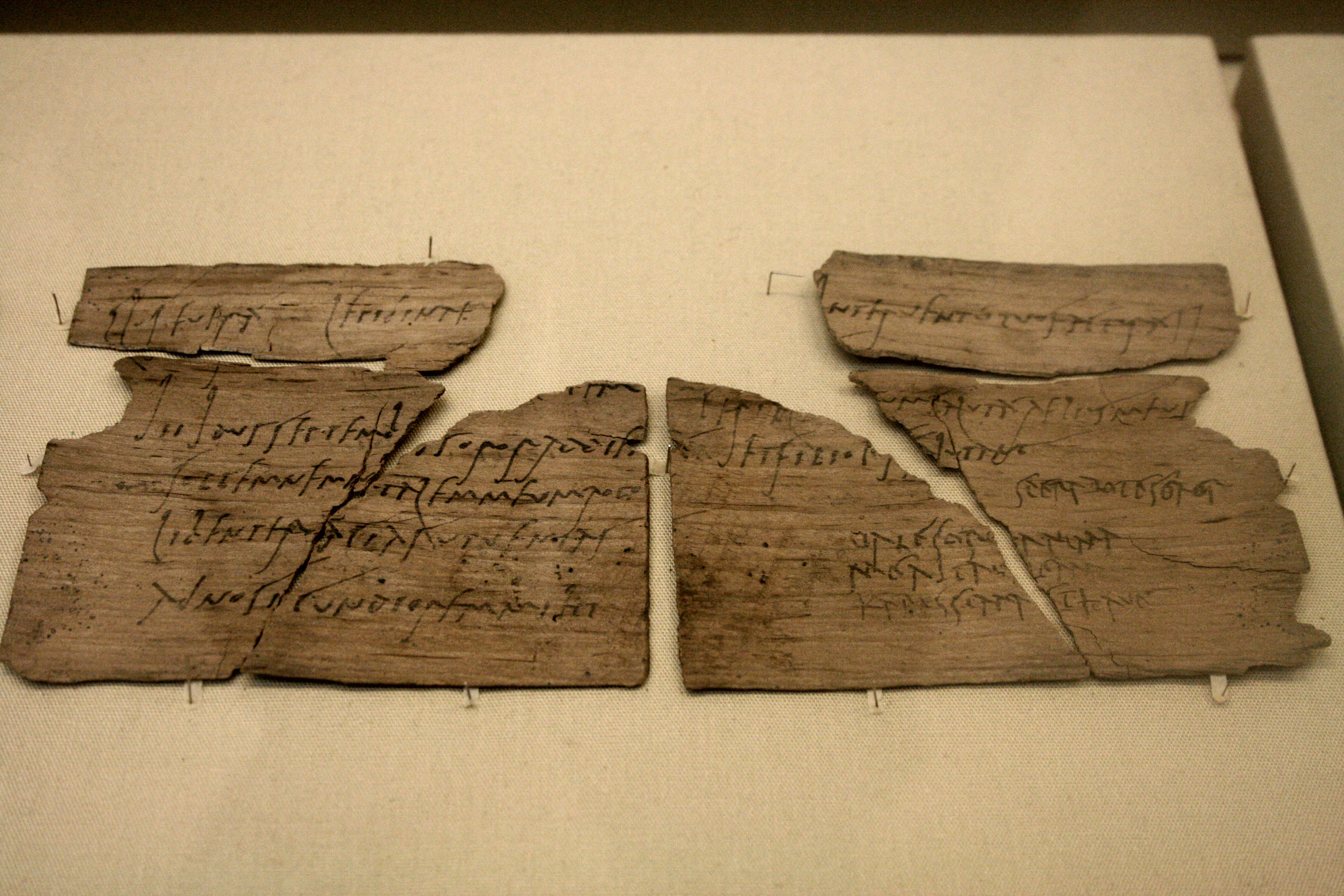
Die Vorderseite der Vindolanda-Tafel 291

Flavius Cerialis (sein Praenomen ist nicht bekannt) war ein im 1. Jahrhundert n. Chr. lebender Angehöriger des römischen Ritterstandes (Eques).
Cerialis ist durch zahlreiche Vindolanda-Tafeln belegt. Er war Kommandeur (Praefectus) der Cohors VIIII Batavorum, die um 97/105 in Vindolanda in der Provinz Britannia stationiert war; in dieser Funktion ist er durch die Tafel 263 belegt.
Cerialis war wahrscheinlich ein Angehöriger des Volksstamms der Bataver; er wurde vermutlich um 70 geboren und war wohl der Sohn eines Mannes, der durch Quintus Petillius Cerialis das römische Bürgerrecht erhalten hatte. Er war mit Sulpicia Lepidina verheiratet, mit der er Kinder hatte; seine Frau und die Kinder lebten wahrscheinlich mit ihm zusammen im Praetorium.

## Korrespondenz mit anderen Militärs
Zahlreiche Vindolanda-Tafeln belegen Schreiben von anderen Militärs an Cerialis. Darunter waren Kommandeure anderer Einheiten wie Aelius Brocchus (VT 233, 243, 247, 248, 274, 622, 624, 625), Caecilius September (VT 234, 252), Iustinus (VT 260) und Oppius Niger (VT 249), der Centurio Clodius Super (VT 255, 629) und der Decurio Masculus (VT 628).
Die Tafeln 166 bis 171 stellen Schreiben von Soldaten dar, in denen sie Cerialis um etwas bitten (rogo domine). Laut Roman Inscriptions of Britain (RIB) stellen diese Schreiben die Bitte des jeweiligen Soldaten um Urlaub dar (rogo domine dignum me habeas cui des commeatum).
Die Tafel 628 stellt ein Schreiben des Decurios Masc(u)lus dar. Darin bittet er, dass Cerialis ihm Anweisungen gibt, was Masculus und seine Soldaten am nächsten Tag tun sollen. Darüber hinaus teilt er ihm mit, dass seine Soldaten kein Bier mehr hätten und dass Cerialis ihnen solches bitte schicken möge.
Die Tafel 629 stellt ein Schreiben des Centurios Clodius Super dar, in dem er Cerialis mitteilt, dass er ihn sehr gerne besuchen werde. Laut RIB dürfte der Anlass des Besuchs der Geburtstag der Frau von Cerialis gewesen sein, deren Name (Lepidinae tuae) in dem Schreiben erwähnt wird.

## Privates
Die Vindolanda-Tafel 291 stellt eine Einladung zur Geburtstagsfeier von Claudia Severa am 11. September eines unbekannten Jahres dar, die von Claudia Severa an ihre Freundin Sulpicia Lepidina geschickt wurde; in dem Brief richtet sie auch Grüße an Cerialis aus (Cerialem tuum saluta Aelius meus et filiolus salutant). Die Tafel 292 stellt einen weiteren Brief von Claudia Severa an Sulpicia Lepidina dar, in dem sie einen bevorstehenden Besuch bei Sulpicia Lepidina ankündigt; auch in diesem Brief richtet sie Grüße an Cerialis aus (Cerialem tuum a me saluta).
Die Tafel 260 stellt ein Schreiben eines gleichrangigen Mannes (collega) namens Iustinus dar, in dem er Grüsse an den gemeinsamen Freund Vindex und an die Söhne von Cerialis ausrichtet. Laut RIB dürften mit den Söhnen (pueros tuos) Sklaven oder Soldaten des Cerialis gemeint sein, während Anthony R. Birley das Schreiben als Beleg für den Aufenthalt seiner Frau und der Söhne im Praetorium ansieht.

## Weitere Vindolanda-Tafeln
Der Name Flavius Cerialis bzw. nur Cerialis ist darüber hinaus auf den Tafeln 227, 233 bis 245, 246 bis 276, 278 bis 280, 283, 287, 289 bis 292, 306, 362, 467, 619 bis 622, 624, 625, 628 bis 634, 669 erhalten. Bei den meisten dieser Tafeln handelt es sich um kleine Bruchstücke, auf den sein Name z. T. nur partiell erhalten ist.

## Datierung
Die meisten dieser Vindolanda-Tafeln werden bei den RIB auf 97/105 datiert.